# HD 53704
HD 53704，又名CD-42 2929，SAO 218424、HR 2666，是一颗恒星，视星等为5.2，位于銀經252.87，銀緯-15.72，其B1900.0坐标为赤經7h 0m 52.5s，赤緯-42° -15.72′ 22″。